# Valley of Love
Valley of Love, titulada El valle del amor en los países de habla hispana, es una película francesa de 2015 dirigida y escrita por Guillaume Nicloux. Está protagonizada por Isabelle Huppert y Gérard Depardieu. La película ganó el Premio César a la Mejor Fotografía y fue seleccionado para competir por la Palma de Oro en el Festival de Cine de Cannes de 2015. 

## Sinopsis
Una pareja de separados, Isabelle y Gerard, reciben una carta de parte de su hijo, quien falleció hace seis meses y en esta los cita en el valle de la muerte en los Estados Unidos. Ellos se dirigen hacia el lugar y platican sobre su pasado. Además de tener algunas discusiones, ambos se dan cuenta de que cosas extrañas comienzan a suceder. Isabelle produce un escándalo al sentir que alguien estaba en su habitación de hotel, y nota las huellas sobre el tobillo.
Gerard y Isabelle siguen las instrucciones de la carta que le envió su difunto hijo, sobre los lugares que debían de frecuentar en el valle. Gerard decide caminar hacia arriba de las montañas y escucha que alguien gritaba su nombre. Isabelle queda en mitad de camino y decide no caminar. Luego, Gerard regresa y le dice a Isabelle que vio a su hijo muerto y este le tomo las manos. Furiosa y descontrolada, Isabelle se enoja con Gerard porque este no le aviso que vio a su hijo. Después de este incidente, Isabelle queda sin entender lo que había sucedido y Gerard se marcha porque tiene una reunión importante.
Mientras Gerard viaja en su coche, nota sobre sus manos las huellas que le dejó su hijo cuando lo vio en el valle de la muerte. Entonces, Gerard decide regresar y mostrársela a Isabelle. Sin duda alguna, Isabelle tuvo las mismas huellas pero en el tobillo. Ambos pasaron por una experiencia que no es fácil de entender, porque su difunto hijo había regresado del más allá solo para ver a sus padres. Sin embargo, ellos no lo habían visto hace más de 7 años, e incluso, Isabelle no asistió a su funeral.

## Reparto
- Isabelle Huppert: Isabelle
- Gérard Depardieu: Gérard
- Dan Warner: Paul
- Aurélia Thiérrée: Katherine
- Dionne Houle

## Producción

### Casting
Esta película marca el reencuentro de ambos actores con gran éxito y trayectoria; Gérard Depardieu y Isabelle Huppert, quienes no habían actuado juntos desde la película Loulou por Maurice Pialat en 1980, para el cual habían sido la pareja de estrellas.

### Desarrollo
La reciente película de Guillaume Nicloux cuenta con la gran participación de dos actores reconocidos internacionalmente. Nicloux decide dar un ambiente americano y que en la película se pueda hablar en inglés, pero en algunas ocasiones. 
El rodaje fue previsto en Estados Unidos y así fue cuando iniciaron la filmación en el Parque nacional del Valle de la Muerte en el estado de California. Las escenas donde los protagonistas se encuentran en el hotel de hospedaje, fue llevada a cabo en el Furnace Creek, en el mismo estado, pero en el condado de Inyo,
Christophe Offenstein, a cargo del rodaje, demostró una gran producción, quien lo llevó a poder ganar en los Premios Cesar.

## Premios y nominaciones
| Premio/ Festival de cine | Categoría        | Recibimiento y nominados | Resultado |
| ------------------------ | ---------------- | ------------------------ | --------- |
| Cannes Film Festival     | Palma de oro     |                          | Nominado  |
| Premios César            | Mejor actor      | Gérard Depardieu         | Nominado  |
| Premios César            | Mejor actriz     | Isabelle Huppert         | Nominada  |
| Premios César            | Mejor fotografía | Christophe Offenstein    | Ganador   |
| Premios Lumière          | Mejor Actor      | Gérard Depardieu         | Nominado  |
| Premios Lumière          | Mejor Actriz     | Isabelle Huppert         | Nominada  |